# J2 League
J. League Division 2 (日本プロサッカーリーグ) este o competiție asiatică de fotbal din Japonia.

## Club 2011
- F.C. Tokyo
- Kyoto Sanga F.C.
- Shonan Bellmare
- JEF United Ichihara Chiba
- Tokyo Verdy
- Yokohama
- Roasso Kumamoto
- Tokushima Vortis
- Sagan Tosu
- Tochigi
- Ehime
- Thespa Kusatsu
- Consadole Sapporo
- Gifu
- Oita Trinita
- Mito HollyHock
- Fagiano Okayama
- Kataller Toyama
- Giravanz Kitakyushu
- Gainare Tottori

## Stadioane (2011)
Locuri de primar utilizat în Liga J.:
| Consadole Sapporo      | Ehime F.C.             | Fagiano Okayama      | F.C. Gifu                               | F.C. Tokyo                    |
| ---------------------- | ---------------------- | -------------------- | --------------------------------------- | ----------------------------- |
| Sapporo Dome           | Ningineer Stadium      | Kanko Stadium        | Nagaragawa Stadium                      | Ajinomoto Stadium             |
| Capacitate: 67,400     | Capacitate: 20,000     | Capacitate: 20,000   | Capacitate: 31,000                      | Capacitate: 50,000            |
|                        |                        |                      |                                         |                               |
| Gainare Tottori        | Giravanz Kitakyushu    | JEF United Chiba     | Kataller Toyama                         | Kyoto Sanga F.C.              |
| Torigin Bird Stadium   | Honjō Athletic Stadium | Fukuda Denshi Arena  | Toyama Athletic Recreation Park Stadium | Nishikyogoku Athletic Stadium |
| Capacitate: 16,033     | Capacitate: 10,202     | Capacitate: 19,781   | Capacitate: 28,494                      | Capacitate: 20,242            |
|                        |                        |                      |                                         |                               |
| Mito Hollyhock         | Oita Trinita           | Roasso Kumamoto      | Sagan Tosu                              | Shonan Bellmare               |
| K's denki Stadium Mito | Ōita Bank Dome         | KKWing Stadium       | Tosu Stadium                            | Hiratsuka Athletics Stadium   |
| Capacitate: 12,000     | Capacitate: 40,000     | Capacitate: 32,000   | Capacitate: 24,490                      | Capacitate: 18,500            |
|                        |                        |                      |                                         |                               |
| Thespa Kusatsu         | Tochigi S.C.           | Tokushima Vortis     | Tokyo Verdy                             | Yokohama F.C.                 |
| Shikishima Stadium     | Tochigi Green Stadium  | Pocari Sweat Stadium | Ajinomoto Stadium                       | Mitsuzawa Stadium             |
| Capacitate: 10,050     | Capacitate: 18,025     | Capacitate: 20,441   | Capacitate: 50,000                      | Capacitate: 15,046            |
|                        |                        |                      |                                         |                               |

## Campionii
| Anul | Câștigătorul        |
| ---- | ------------------- |
| 1999 | Kawasaki Frontale   |
| 2000 | Consadole Sapporo   |
| 2001 | Kyoto Purple Sanga  |
| 2002 | Oita Trinita        |
| 2003 | Albirex Niigata     |
| 2004 | Kawasaki Frontale   |
| 2005 | Kyoto Purple Sanga  |
| 2006 | Yokohama            |
| 2007 | Consadole Sapporo   |
| 2008 | Sanfrecce Hiroshima |
| 2009 | Vegalta Sendai      |
| 2010 | Kashiwa Reysol      |
| 2011 | FC Tokyo            |
| 2012 | Ventforet Kōfu      |
| 2013 | Gamba Osaka         |
| 2014 | Shonan Bellmare     |
| 2015 | Omiya Ardija        |